# Sisp di Fragneto Monforte
Il Sisp di Fragneto Monforte acronimo di "sito di stoccaggio provvisorio" di rifiuti imballati è un impianto di deposito di combustibile di rifiuti (CDR) in località “Toppa Infuocata” a Fragneto Monforte in provincia di Benevento.

## Descrizione
Realizzato nel 2004, è inserito all'interno di una ex cava di sabbia silicea ed è costituito da cinque piazzole, realizzate sfruttando due terrazzamenti già determinati dall'attività estrattiva. Le piazzole risultano attualmente esaurite dal punto di vista dei conferimenti: il sito accoglie ogni anno circa 60.000 ecoballe provenienti dai sette Stir della Campania.

## Problematiche
Il SISP di Fragneto Monforte è da sempre stato al centro di controversie nella comunità locale, così come per il vicino STIR di Casalduni, soprattutto per quanto riguarda la questione ambientale. Grazie all'attività dei comitati locali di cittadini è stato possibile ottenere un risarcimento di 100.000 euro, come acclarato dalla stessa Provincia di Benevento nel documento del 28 ottobre 2005, secondo cui l'insediamento di ecoballe ha determinato inquinamenti di notevole portata per il territorio circostante.

### Incendi
A partire dall'estate del 2013, il SISP di Fragneto Monforte è stato interessato da diversi incendi di natura incerta.

#### 18 agosto 2013
Nella sera del 18 agosto 2013, sono andate in fiamme circa 300 ecoballe stoccate nel Sisp di Fragneto Monforte. L'incendio è prontamente domato, ma per ragioni di sicurezza viene istituito un servizio di vigilanza.

#### 25 agosto 2013
Alle 2:00 del 25 agosto 2013, l'incendio ha interessato altre ecoballe stoccate presso il sito di Toppa Infuocata. L'incendio ha impegnato i vigili del fuoco per tutta la giornata successiva, mentre le indagini iniziano a considerare la pista dell'incendio doloso.

#### 31 agosto 2013
Nella notte del 31 agosto 2013, alle ore 3:20, si è propagato nella piazzola un terzo incendio, più consistente dei primi due, che ha interessato una buona parte della piazzola di stoccaggio. L'ennesimo incendio inizia a sollevare dubbi sull'efficienza del sistema di sicurezza della zona, ponendo l'attenzione sul malfunzionamento del sistema antincendio e dell'illuminazione della piazzola, nonché sugli appelli - inascoltati - di cittadini e politica locale riguardo alla bonifica del sito.

#### 22 settembre 2013
Quello avvenuto il 22 settembre 2013 è stato l'incendio più devastante avvenuto nella piazzola di stoccaggio di Toppa Infuocata. Il rogo, che ha interessato una parte consistente dei rifiuti stoccati, ha richiesto un gran dispiego di forze e di mezzi.

L'incendio ha sprigionato, nel primo giorno, una grande quantità di fumo denso che ha investito, complice il vento, il vicino comune di Ponte, ma avvertito anche a Benevento e Torrecuso. Forse sottovalutato inizialmente, non si è visto fin da subito un grande impegno nella gestione dell'emergenza. Solo il 23 settembre, sentite le analisi ambientali dell'Arpa Campania, è stata approntata l'evacuazione delle zone abitate circostanti il sito, e messo a disposizione della popolazione un team sanitario proveniente dall'ASL di Benevento. 

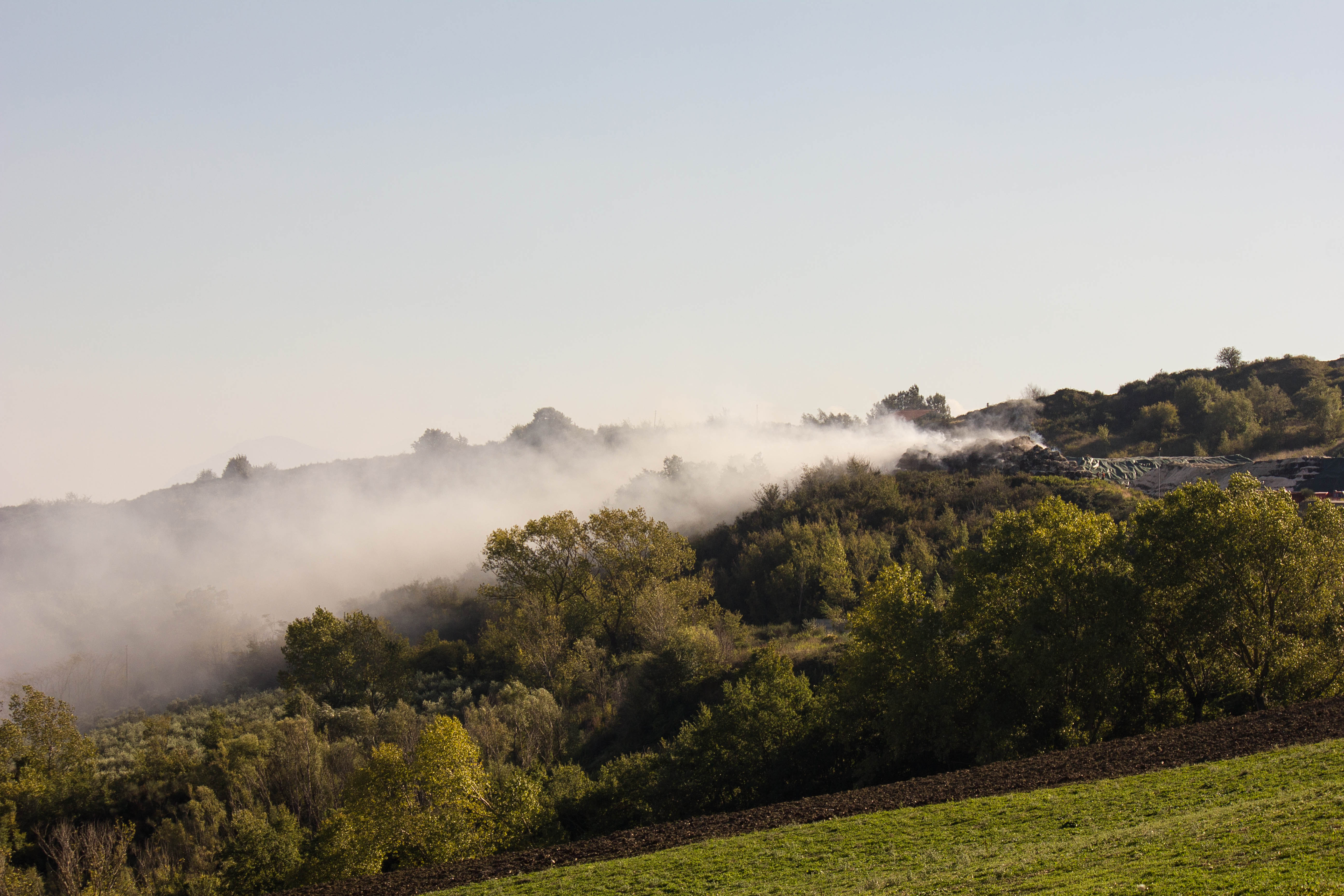
La coltre di fumo sprigionata dall'incendio al 24 settembre 2013

Nello stesso giorno, a causa della difficoltà per i soccorsi di avvicinarsi al sito, è stato chiamato ad intervenire un elicottero del Corpo Forestale dello Stato (nello specifico un Erickson S64). 

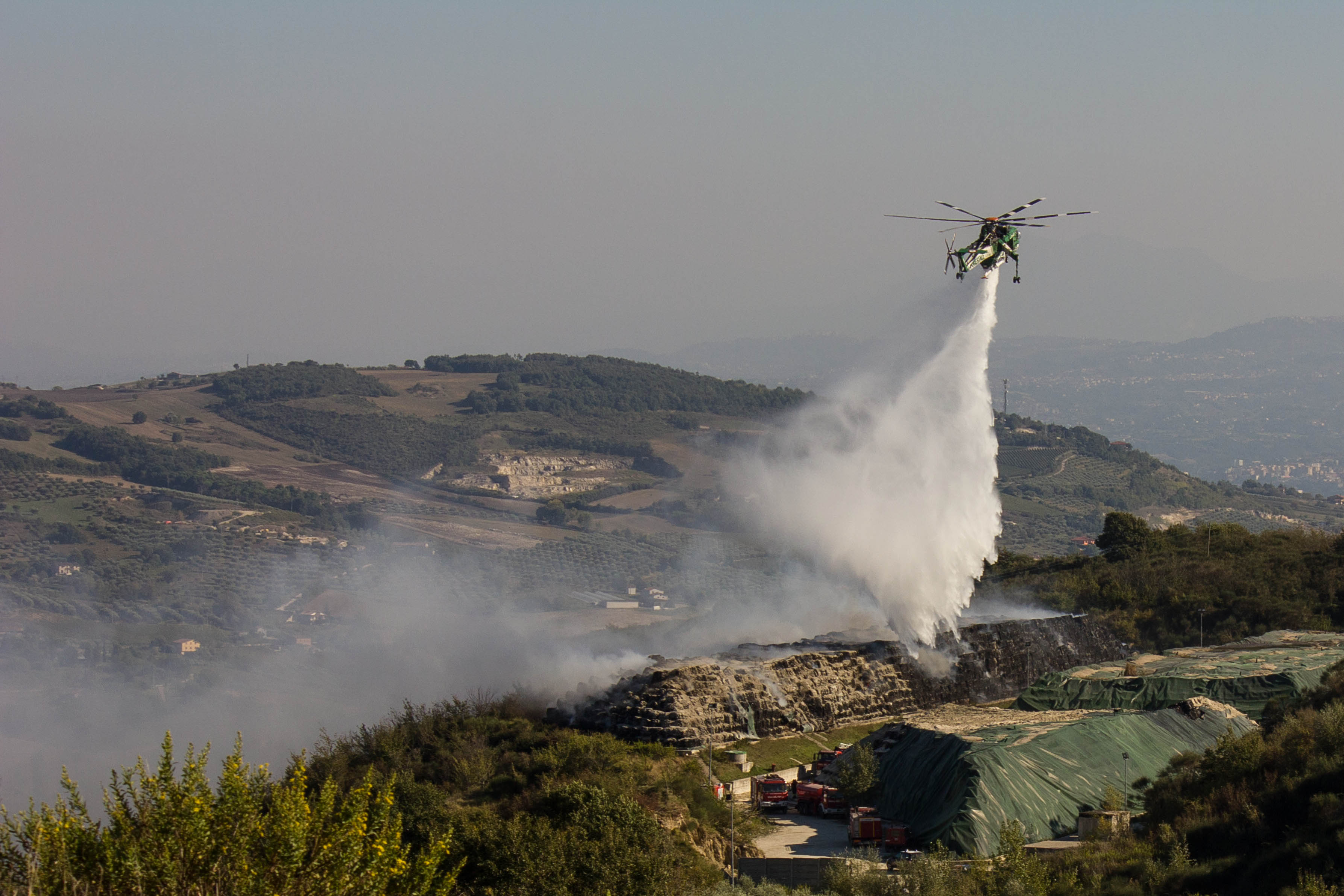
Ericksson S-64 in azione sul sito di stoccaggio

Tuttavia le operazioni di spegnimento rallentano, e in più dalla prefettura arriva il "no" all'intervento delle betonpompe, soluzione estrema per soffocare le fiamme, laddove non si riesca con i mezzi convenzionali dei Vigili del Fuoco. In seguito a ciò, un numero consistente di cittadini, tra cui anche il sindaco di Fragneto Monforte, verso le ore 17:00 del 24 settembre ha improvvisato un flash mob lungo la SS87 “Sannitica” all'altezza dello svincolo di Fragneto Monforte, bloccando il traffico e creando disagi per oltre 3 km di code. Solo dopo questo forte gesto di imposizione, verso le 20:30 è arrivato dall'amministrazione provinciale il consenso a far entrare nel sito di Toppa Infuocata i mezzi preposti alle colate di cemento, oltre a mezzi del reparto GOS Movimento Terra dei Vigili del Fuoco (escavatori e pale meccaniche). I lavori quindi riprendono a discreto regime.
Il 25 settembre si tiene un vertice in prefettura per discutere della situazione. Il sindaco di Fragneto Monforte chiede alle istituzioni di ripristinare la sorveglianza e i sistemi di sicurezza della piazzola, aggiungendo che i nuovi risultati delle analisi dell'Arpa Campania sono poco illuminanti, proponendosi così di effettuare analisi più approfondite a complete spese del comune (avvenute poi il 30 settembre, a incendio già domato, di conseguenza anch'esse poco risolutive). Il presidente della provincia Aniello Cimitile, invece, elogia e prende le difese dei tecnici della Samte.
Dopo aver sversato sui rifiuti in fiamme oltre 4.500 m² di sabbia e cemento, il Comando dei vigili del fuoco di Benevento, il 26 settembre, comunica il definitivo spegnimento dell'incendio. Sul posto restano, per ragioni di sicurezza, alcune unità dei pompieri (tra cui il nucleo NBCR) e le forze dell'ordine.
Nei periodi successivi allo spegnimento dell'incendio sono comunque rimasti attivi piccoli focolai che hanno sprigionato del fumo, visibile nonostante il pesante rivestimento di sabbia e cemento apposto sul mucchio di rifiuti.
Il sito verrà successivamente potenziato con un adeguato impianto di illuminazione.

#### 6 giugno 2014
Quello del 6 giugno 2014 non è stato un vero e proprio incendio, ma una ripresa dell'attività dei focolai al di sotto del rivestimento di sabbia e cemento. L'attività viene presto bloccata dai Vigili del Fuoco, coadiuvati dagli operai della Samte, con l'aggiunta di altra sabbia.

#### Reazioni della politica
Il 22 settembre 2013, Nunzia De Girolamo (NCD), di origine beneventana, esprime il suo personale interessamento alla situazione del Sisp mediante un tweet.
Il 26 settembre 2013, invece, Angelo Tofalo (M5S) ha proposto una interrogazione parlamentare a proposito degli incendi di Fragneto Monforte. Gli risponde Filippo Bubbico con quanto segue: Gli accertamenti effettuati dalla Asl e dall'Agenzia regionale protezione ambientale Campania (Arpac), per verificare la presenza di sostanze tossiche nell'ambiente, non hanno evidenziato situazioni di particolare rilievo. In ogni caso, al fine di tutelare la salute, l'ambiente e l'agricoltura, sono stati richiesti interventi straordinari e sono stati interessati i competenti Ministeri della salute, dell'ambiente e della tutela del territorio e del mare, delle politiche agricole alimentari e forestali, nonché la regione Campania.  Il 30 settembre 2013, Angelo Tofalo, accompagnato da Carlo Sibilia, visita di persona il sito di Toppa Infuocata.
I ritrovamenti di fusti seppelliti illegalmente nel resto del territorio provinciale (precisamente a Morcone e Sant'Agata de' Goti) hanno poi sollevato non poche domande sulla questione delle ecomafie. Il 17 novembre 2014, con una conferenza stampa, Giulia Abbate (PD), presidente della Commissione Trasparenza della Regione Campania, ha sottoposto alla giunta regionale un'interrogazione in merito alle criticità persistenti presso lo STIR di Casalduni ed il SISP di Fragneto Monforte, sollevando questioni irrisolte da tempo come la bonifica e rimozione delle ecoballe, la manutenzione ed il destino dello STIR di Casalduni, la condizione di dissesto idrogeologico, nonché i sospetti seppellimenti segnalati dalla DDA nel 2002.
Vincenzo De Luca, in qualità di candidato alle primarie del PD, annuncia - tra le tappe della sua campagna elettorale - anche un sopralluogo al sito di Toppa Infuocata, che visiterà il 21 gennaio 2015.

## Rimozione e bonifica
Dopo i gravi fatti del 2013 è tornata alta la richiesta della bonifica dell'area. Il 18 marzo 2014, dopo quasi 10 anni di richieste inascoltate, è stato dato il "via" alla rimozione delle 60.000 ecoballe del Sisp di Fragneto Monforte, da indirizzare al termovalorizzatore di Acerra.
Rimosse 2.100 tonnellate di rifiuti, i lavori si fermano nell'estate del 2014 a causa di alcuni lavori di manutenzione presso il termovalorizzatore di Acerra. I lavori per rimuovere le restanti 1.900 tonnellate di rifiuti riprendono il 3 settembre 2014, per poi bloccarsi nuovamente dopo pochi giorni, il 6 settembre 2014, a causa del fermo per manutenzione straordinaria della terza linea dell'impianto di Acerra.